# Trabzon
Trabzon, zgodovinsko znan kot Trebizond, je mesto na obali Črnega morja v severovzhodni Turčiji in glavno mesto province Trabzon. Trabzon je bil stoletja talilni lonec ver, jezikov in kulture ter trgovska vrata v Perzijo na jugovzhodu in Kavkaz na severovzhodu. Beneški in genovski trgovci so obiskovali Trabzon med srednjeveškim obdobjem in prodajali svilene, lanene in volnene tkanine. Obe republiki sta imeli trgovske kolonije v mestu – Leonkastron in nekdanji 'beneški grad' – ki so imeli za Trabzon podobno vlogo, kot jo je Galata igrala za Konstantinopel (sodobni Carigrad). Trabzon je bil temelj več držav v svoji dolgi zgodovini in je bil glavno mesto Trapezundskega cesarstva med letoma 1204 in 1461. V zgodnjem novem veku je Trabzon zaradi pomembnosti svojega pristanišča spet postal osrednje trgovska točka s Perzijo in Kavkazom.

## Ime
Turško ime mesta je Trabzon. Prvo zabeleženo ime mesta je grško Tραπεζοῦς (Trapezous), ki se nanaša na mizi podoben osrednji hrib med potokoma Zağnos (İskeleboz) in Kuzgun, na katerem je bilo ustanovljeno (τράπεζα je v stari grščini pomenilo 'miza'). V latinščini se Trabzon imenuje Trapezus, kar je latinizacija njegovega starogrškega imena. Tako v pontski grščini kot v moderni grščini se imenuje Τραπεζούντα (Trapezounta). V osmanski turščini in perzijščini je zapisano kot طربزون. V osmanskih časih so uporabljali tudi Tara Bozan. V jeziku lazu je znan kot ტამტრა (T'amt'ra) ali T'rap'uzani, v gruzinščini je ტრაპიზონი (T'rap'izoni) in v armenščini Տրապիզոն (Trapizon). Armenski potujoči duhovnik Bijiskian iz 19. stoletja je mesto imenoval z drugimi domačimi imeni, vključno s Hurşidabat in Ozinis. Zahodni geografi in pisci so v srednjem veku uporabljali številne črkovalne različice imena. Te različice imena, ki se mimogrede uporabljajo tudi v literaturi, so: Trebizonde (fr.), Trapezunt (nem.), Trebisonda (šp.), Trapesunta (it.), Trapisonda, Tribisonde, Terabesoun, Trabesun, Trabuzan, Trabizond in Tarabossan.
V španščini je bilo ime znano iz viteških romanov in Don Kihota. Zaradi podobnosti s španskim trápalo in trapazo je trapisonda pridobila pomen »hullabaloo, imbroglio«.

## Zgodovina

### Železna doba in klasična antika
Preden je bilo mesto ustanovljeno kot grška kolonija, so na tem območju prevladovala plemena Kolhijci (zahodna Gruzija) in Kaldijci (Anatolci). Hajasa, ki so bili v konfliktu s srednjeanatolskimi Hetiti v 14. stoletju pred našim štetjem, naj bi živeli na območju južno od Trabzona. Poznejši grški avtorji so omenjali Macrone in Halibe kot domorodna ljudstva. Ena od prevladujočih kavkaških skupin na vzhodu so bili Lazi, ki so bili del monarhije Kolhide, skupaj z drugimi sorodnimi gruzijskimi ljudstvi.
Mesto so v klasični antiki leta 756 pred našim štetjem kot Tραπεζούς (Trapezous) ustanovili mileški trgovci iz Sinopa. Bila je ena od številnih (približno deset) mileških emporij ali trgovskih kolonij ob obalah Črnega morja. Druge so bile Abidos in Kizik in Dardanele ter bližnji Kerasous (Giresun). Kot večina grških kolonij je bilo mesto majhna enklava grškega življenja in ne lastno cesarstvo v kasnejšem evropskem pomenu besede. Trapezous je kot kolonija sprva plačeval davek Sinopu, vendar naj bi se zgodnje bančništvo (menjava denarja) v mestu pojavilo že v 4. stoletju pr. n. št., glede na srebrni kovanec drahmo iz Trapezousa v Britanskem muzeju v Londonu. Kir Veliki je mesto dodal Ahemenidskemu cesarstvu in bil verjetno prvi vladar, ki je združil vzhodno črnomorsko regijo v eno politično enoto (satrapija).
Med trgovskimi partnerji Trebizonda so bili Mossnoeci. Ko so se Ksenofont in deset tisoč plačancev prebijali iz Perzije, je bilo prvo grško mesto, ki so ga dosegli, Trebizond (Ksenofont, Anabaza, 5.5.10). Mesto in lokalni Mosinoeci so se odtujili od mosinoecijske prestolnice do državljanske vojne. Ksenofontova sila je to rešila v korist upornikov in torej v interesu Trapezunda.
Vse do osvajanja Aleksandra Velikega je mesto ostalo pod oblastjo Ahemenidov. Čeprav Ponta vojna ni neposredno prizadela, so njegova mesta zaradi nje pridobila neodvisnost. Lokalne vladajoče družine so še naprej zahtevale delno perzijsko dediščino in perzijska kultura je imela trajni vpliv na mesto; sveti vrelci gore Minthrion vzhodno od starega mesta so bili posvečeni perzijsko-anatolskemu grškemu bogu Mitri. V 2. stoletju pr. n. št. je mesto z naravnimi pristanišči Farnak I. Pontski dodal Pontskemu kraljestvu. Mitridat VI. Pontski ga je naredil za domače pristanišče pontske flote, da bi odstranil Rimljane iz Anatolije.
Po Mitridatovem porazu leta 66 pr. n. št. je bilo mesto najprej predano Galatčanom, a je bilo kmalu vrnjeno Mitridatovemu vnuku in je nato postalo del nove stranke Pontskega kraljestva. Ko je bilo kraljestvo dve stoletji kasneje končno priključeno rimski provinci Galatiji, je flota prešla v roke novih poveljnikov in postala Classis Pontica. Mesto je dobilo status civitas libera, s čimer se je razširila njegova sodna avtonomija in pravica do kovanja lastnega kovanca. Trabizond je postal pomemben zaradi svojega dostopa do cest, ki so vodile čez prelaz Zigana do armenske meje ali zgornje doline Evfrata. Nove ceste so bile zgrajene iz Perzije in Mezopotamije pod vladavino Vespazijana. V naslednjem stoletju je cesar Hadrijan naročil izboljšave, da bi mesto dobilo bolj strukturirano pristanišče. Cesar je mesto obiskal leta 129 v okviru inšpekcije vzhodne meje (limes). Mitrej zdaj služi kot kripta za cerkev in samostan Panagia Theoskepastos (Kızlar Manastırı) v bližnji Kizlari, vzhodno od citadele in južno od sodobnega pristanišča.
Septimij Sever je kaznoval Trabizont, ker je podprl svojega tekmeca Pescennija Nigera v letu petih cesarjev. Leta 257 so mesto oropali Goti, kljub temu, da naj bi ga branilo 10.000 več kot običajno garnizijo in dva pasova obzidja. Leta 258 so Perzijci ponovno zajeli Trabizond in ga nato ponovno zgradili. Ni si kmalu opomogel. Šele v Dioklecijanovi vladavini napis namiguje na obnovo mesta; Amijan Marcelin ni imel povedati ničesar o Trebizondu, razen da »ni bilo obskurno mesto«.
Krščanstvo je doseglo Trebizond do 3. stoletja, kajti med Dioklecijanovo vladavino je prišlo do mučeništva Evgenija in njegovih sodelavcev Kandidija, Valerijana in Akvila. Evgenij je uničil kip Mitre, ki je gledal na mesto z gore Minthrion (Boztepe), in po njegovi smrti postal zavetnik mesta. Zgodnji kristjani so iskali zatočišče v pontskih gorah južno od mesta, kjer so leta 270 ustanovili samostan Vazelon in leta 386 samostan Sumela. Že na prvem koncilu v Nikeji je imel Trebizond svojega škofa. Kasneje je bil trebizondski škof podrejen potskemu metropolitanskemu škofu. Nato je v 9. stoletju Trebizond sam postal sedež metropolitanskega škofa Lazice.

### Bizantinsko obdobje
V času Justinijana je mesto služilo kot pomembna baza v njegovih perzijskih vojnah in Miller ugotavlja, da je portret generala Belizarja »dolgo krasil cerkev sv. Bazilija«. Napis nad vzhodnimi vrati mesto, v spomin na obnovo mestnega obzidja na Justinijanove stroške po potresu. Nekoč pred 7. stoletjem je bila mestna univerza (Pandidakterion) ponovno ustanovljena z učnim načrtom quadrivium. Univerza je pritegnila študente ne samo iz Bizantinskega cesarstva, ampak tudi iz Armenije.
Mesto je ponovno pridobilo pomen, ko je postalo sedež teme Kaldije. Trabizondu je koristilo tudi, ko je trgovska pot v 8. do 10. stoletju ponovno pridobila pomen; muslimanski avtorji iz 10. stoletja ugotavljajo, da so Trebizond obiskovali muslimanski trgovci kot glavni vir pretovarjanja bizantinske svile v vzhodne muslimanske države. Po besedah arabskega geografa Abula Fede iz 10. stoletja je veljalo za večinoma lazijsko pristanišče. Italijanske pomorske republike, kot sta Beneška republika in zlasti Genovska republika, so bile stoletja dejavne v črnomorski trgovini, pri čemer so Trebizond uporabljale kot pomembno pristanišče za trgovanje z blagom med Evropo in Azijo. Nekatere karavane svilne poti, ki so prevažale blago iz Azije, so se ustavile v pristanišču Trebizond, kjer so evropski trgovci kupili to blago in ga z ladjami prepeljali v pristaniška mesta Evrope. Ta trgovina je državi zagotavljala vir prihodkov v obliki carin ali komerkiaroi, ki so se zaračunavale za blago, prodano v Trebizondu. Grki so zaščitili obalne in celinske trgovske poti z obsežno mrežo garnizijskih utrdb.
Po bizantinskem porazu v bitki pri Manzikertu leta 1071 je Trabizond prišel pod oblast Seldžukov. To se je izkazalo za prehodno, ko je izkušeni vojak in lokalni aristokrat Theodore Gabras prevzel nadzor nad mestom iz rok turških zavojevalcev in je Trebizond, po besedah Ane Komnene, štel za »nagrado, ki je padla na njegovo lastno usodo« in mu vladal kot svoje lastno kraljestvo. Simon Bendall, ki podpira Komnenino trditev, je identificiral skupino redkih kovancev, za katere meni, da so jih kovali Gabras in njegovi nasledniki. Čeprav so ga leta 1098 ubili Turki, so drugi člani njegove družine nadaljevali njegovo de facto neodvisno vladavino v naslednjem stoletju.

### Trapezundsko cesarstvo
Trapezundsko cesarstvo je bilo ustanovljeno po gruzijski ekspediciji v Kaldiji, ki ji je poveljeval Aleksej Komnen nekaj tednov pred plenitvijo Konstantinopla leta 1204. Bilo je na skrajnem severovzhodnem kotu Anatolije in je bila najdlje preživela bizantinska država naslednica. Bizantinski avtorji, kot je Georgij Pahimer, in do neke mere Trapezundci, kot sta Lazaropulos in Bessarion, so menili, da je Trapezundsko cesarstvo le le lazijska mejna država. Tako z vidika bizantinskih piscev, povezanih z Lascarijem in kasneje s Paleologi, vladarji Trebizonda niso bili cesarji.
Geografsko gledano je Trapezundsko cesarstvo obsegalo komaj kaj več kot ozek pas vzdolž južne obale Črnega morja in ne veliko dlje v notranjosti od Pontskega gorovja. Vendar pa je mesto pridobilo veliko bogastvo z davki, ki jih je pobiralo na blago, s katerim se je trgovalo med Perzijo in Evropo prek Črnega morja. Mongolsko obleganje Bagdada leta 1258 je več trgovskih karavan preusmerilo proti mestu. V Trabizond so redno prihajali genovski in v manjši meri beneški trgovci. Da bi zagotovili svoj del črnomorske trgovine, so Genovežani leta 1306 kupili obalno utrdbo »Leonkastron«, tik zahodno od zimskega pristanišča. Benečani so prav tako zgradili trgovsko postojanko v mestu, nekaj sto metrov zahodneje od Genovežanov. Med tema dvema italijanskima kolonijama so se naselili številni drugi evropski trgovci in tako je postala znana kot 'evropska četrt'. Manjše skupine Italijanov so v mestu živele vse do prvih desetletij 20. stoletja. Ena najslavnejših oseb, ki so obiskale mesto v tem obdobju, je bil Marco Polo, ki je svojo povratno pot po kopnem končal v pristanišču v Trebizondu in z ladjo odplul v rodne Benetke; na poti mimo Konstantinopla (sodobni Carigrad), ki so ga Bizantinci leta 1261 ponovno zavzeli.
Skupaj s perzijskim blagom so italijanski trgovci prinesli zgodbe o mestu v Zahodno Evropo. Trabizond je imel mitsko vlogo v evropski literaturi poznega srednjega veka in renesanse. Miguel de Cervantes in François Rabelais sta svojim protagonistom dala željo po posedovanju mesta. Poleg literature je legendarna zgodovina mesta – in Ponta nasploh – vplivala tudi na ustvarjanje slik, gledaliških iger in oper v zahodni Evropi v naslednjih stoletjih.
Mesto je igralo tudi vlogo v zgodnji renesansi; zahodni prevzem Konstantinopla, ki je formaliziral politično neodvisnost Trebizonda, je tudi vodil bizantinske intelektualce, da so poiskali zatočišče v mestu. Še posebej Aleksej II. Trebizondski in njegov vnuk Aleksej III. sta bila pokrovitelja umetnosti in znanosti. Po velikem mestnem požaru leta 1310 je bila uničena univerza ponovno ustanovljena. Kot del univerze je Gregory Choniades odprl novo astronomsko akademijo, v kateri je bil najboljši observatorij zunaj Perzije. Honijad je s seboj prinesel dela Šamsa al-Dina al-Buharija, Nasir al-Dina al-Tusija in Abd al-Rahmana al-Khazinija iz Tabriza, ki jih je prevedel v grščino. Ta dela so kasneje skupaj z astrolabom prišla v zahodno Evropo. Observatorij, ki ga je zgradil Choniades, je postal znan po natančnih napovedih sončnega mrka, vendar je bil verjetno uporabljen predvsem v astrološke namene za cesarja in/ali cerkev. Znanstveniki in filozofi iz Trebizonda so bili med prvimi zahodnimi misleci, ki so primerjali sodobne teorije s klasičnimi grškimi besedili. Ivan Bessarion in Jurij Trebizondski sta odpotovala v Italijo in tam poučevala in objavljala dela o Platonu in Aristotelu, s čimer sta začela ostro razpravo in literarno tradicijo, ki se nadaljuje še danes na temo nacionalne identitete in globalnega državljanstva. Bila sta tako vplivna, da so Bessariona obravnavali za položaj papeža, George pa je lahko preživel kot akademik tudi po tem, ko je bil obrekovan zaradi svoje hude kritike Platona.
Črna smrt je prispela v mesto septembra 1347, verjetno prek Kaffe. Takrat je bila lokalna aristokracija vpletena v trebizondsko državljansko vojno.
Leta 1340 je Tur Ali Beg, zgodnji prednik Ak Kojunlu, vdrl v Trebizond. Leta 1348 je ga oblegal, vendar mu ni uspelo in je prekinil obleganje. Kasneje je Aleksej III. iz Trebizonda dal svojo sestro Kutlu begu, sinu Tur Ali bega, in z njima vzpostavil sorodstvo.
Konstantinopel je ostal bizantinska prestolnica, dokler ga leta 1453 ni osvojil osmanski sultan Mehmed II., ki je osem let pozneje, leta 1461, osvojil tudi Trebizond.
Njegova demografska zapuščina je trajala več stoletij po osmanski osvojitvi leta 1461, saj je precejšnje število grških pravoslavnih prebivalcev, običajno imenovanih pontski Grki, še naprej živelo na tem območju vse do leta 1923, ko so bili izgnani v Grčijo. Nekaj tisoč grških muslimanov še vedno živi na tem območju, večinoma v dialektični regiji Çaykara-Of jugovzhodno od Trabzona. Večina je sunitskih muslimanov, medtem ko je v mestu nekaj nedavnih spreobrnjencev in morda nekaj kriptokristjanov na območju Tonya/Gümüşhane jugozahodno od mesta. V primerjavi z večino prejšnjih grških mest v Turčiji je ohranjena tudi velika količina njene grškobizantinske arhitekturne dediščine.

### Osmansko obdobje
Zadnji cesar Trebizonda, David, je leta 1461 predal mesto sultanu Mehmedu II. Osmanskega cesarstva. Po tem prevzemu oblasti je Mehmed II. poslal veliko turških naseljencev na to območje, vendar so stare grške, laške in armenske skupnosti ostale. Po osmanskih davčnih knjigah (tahrir defterleri) je bilo leta 1523 skupno število obdavčljivih odraslih moških (samo tistih z gospodinjstvom) v mestu 1473. Skupno število prebivalcev mesta je bilo veliko večje. Približno 85 % prebivalstva je bilo kristjanov in 15 % muslimanov. Trinajst odstotkov odraslih moških je pripadalo armenski skupnosti, medtem ko je bila velika večina kristjanov Grkov. Vendar pa je bil velik del lokalnih kristjanov islamiziranih do konca 17. stoletja - zlasti tistih zunaj mesta - glede na raziskavo prof. Halila İnalcıka o osmanskih davčnih knjigah. Med letoma 1461 in 1598 je Trabzon ostal upravno središče širše regije; najprej kot "sandžaško središče" ejaleta Rum, kasneje ejaleta Erzincan-Bayburt, ejaleta Anadolu in ejaleta Erzurum.
Leta 1598 je postal glavno mesto lastne province - Ejalet Trebizond - ki je leta 1867 postal Vilajet Trebizond. Med vladavino sultana Bajazida II. je bil njegov sin princ Selim (kasneje sultan Selim I.) trabzonski sandžak-beg, Selimov sin Sulejman Veličastni pa je bil rojen v Trabzonu leta 1494. Osmanska vlada je pogosto imenovala lokalne Hepni Turke in Laze begov kot deželnega beilerbeja. Zapisano je tudi, da so bili nekateri Bošnjaki imenovani z Sublime Porte kot regionalni beilerbeis v Trabzonu. Trabzonski ejalet je vedno pošiljal vojake za osmanske pohode v Evropo v 16. in 17. stoletju.
Trebizond je imel v poznem osmanskem obdobju bogat trgovski razred, lokalna krščanska manjšina pa je imela znaten vpliv v smislu kulture, gospodarstva in politike. V mestu so odprli številne evropske konzulate zaradi njegovega pomena v regionalni trgovini in trgovini. V prvi polovici 19. stoletja je Trebizond postal celo glavno pristanišče za perzijski izvoz. Odprtje Sueškega prekopa je močno zmanjšalo mednarodni trgovinski položaj mesta, ni pa ustavilo gospodarskega razvoja regije. V zadnjih desetletjih 19. stoletja je mesto doživelo nekaj demografskih sprememb. Ker se je prebivalstvo province močno povečalo zaradi povečanega življenjskega standarda, se je veliko družin in mladih moških - večinoma kristjanov, pa tudi nekaj Judov in grško ali turško govorečih muslimanov - odločilo za selitev na Krim in južno Ukrajino, v iskanju kmetijskih zemljišč ali zaposlitve v enem od mest, ki so bila tam na novo ustanovljena. Med temi migranti so bili stari starši Boba Dylana ter grški politiki in umetniki. Številne krščanske in muslimanske družine iz Trabzona so se prav tako preselile v Konstantinopel, kjer so ustanovile podjetja ali poiskale zaposlitev – na primer dedek Ahmeta Ertegüna. Ti migranti so bili dejavni v številnih poklicih, vključno s peko, slaščičarstvom, krojaštvom, mizarstvom, izobraževanjem, zagovorništvom, politiko in administracijo. Vpliv te diaspore se je od takrat nadaljeval in ga je še vedno mogoče videti v številnih restavracijah in trgovinah v mestih okoli Črnega morja v 21. stoletju, kot so Istanbul, Odesa in Mariupol. Istočasno je v mesto prispelo na tisoče muslimanskih beguncev s Kavkaza, zlasti po letu 1864, v tako imenovanem čerkeškem genocidu.
Poleg Konstantinopla, Smirne (danes İzmir) in Soluna  je bil Trebizond eno od mest, kjer so bile zahodne kulturne in tehnološke inovacije prvič predstavljene Osmanskemu cesarstvu. Leta 1835 je Ameriški odbor komisarjev za tuje misije odprl postajo misije Trebizond, ki jo je zasedal od leta 1835 do 1859 in od leta 1882 do najmanj 1892. V prvi polovici 19. stoletja je bilo v provinci zgrajenih na stotine šol, kar je regiji dalo eno najvišjih stopenj pismenosti v imperiju. Najprej je svoje šole ustanovila grška skupnost, kmalu pa sta ji sledili muslimanska in armenska skupnost. V mestu so bile ustanovljene tudi mednarodne šole; V drugi polovici 19. stoletja so bile odprte ameriška šola, pet francoskih šol, perzijska šola in več italijanskih šol. Mesto je leta 1845 dobilo pošto. V drugi polovici 19. stoletja so bile zgrajene nove cerkve in mošeje, prvo gledališče, javne in zasebne tiskarne, številni fotoateljeji in banke. Najstarejše znane fotografije mestnega središča so iz leta 1860 in prikazujejo eno zadnjih karavan s kamelami iz Perzije.
Med 1000 in 2000 Armenci naj bi bilo ubitih v vilajetu Trebizond med Hamidijskimi pokoli leta 1895. Čeprav je bilo to število nizko v primerjavi z drugimi otomanskimi provincami, je bil njegov vpliv na armensko skupnost v mestu velik. Mnogi ugledni prebivalci Armenije, med njimi učenjaki, glasbeniki, fotografi in slikarji, so se odločili za selitev v Ruski imperij ali Francijo. Številnega grškega prebivalstva v mestu pokol ni prizadel. Ivan Aivazovski je na podlagi dogodkov naredil sliko Pokol Armencev v Trebizondu 1895. Zaradi velikega števila zahodnoevropejcev v mestu so o novicah iz regije poročali številni evropski časopisi. Ti zahodni časopisi so bili zelo priljubljeni tudi med prebivalci mesta.

### Moderna doba
Leta 1901 je pristanišče Stothert & Pitt iz Batha v Angliji opremilo z žerjavi. Leta 1912 so na osrednjem trgu Meydan odprli Sümer Opera House, ki je bila ena prvih v cesarstvu. Začetek prve svetovne vojne je prinesel nenaden konec razmeroma mirnega in uspešnega obdobja prejšnjega stoletja v mestu. Najprej je Trabizond izgubil veliko svojih mladih moških meščanov v bitki pri Sarikamišu pozimi 1914–15, medtem ko je v teh istih mesecih ruska mornarica skupno petkrat bombardirala mesto in vzela 1300 življenj. Tarča je bila zlasti pristaniška četrt Çömlekçi in okoliške soseske.
Julija 1915 so večino odraslih moških Armencev v mestu v petih konvojih odpeljali proti jugu proti rudnikom Gümüşhane, ki jih nikoli več niso videli. Druge žrtve armenskega genocida naj bi bile odpeljane na morje s čolni, ki so se nato prevrnili. Na nekaterih območjih province Trebizond - kot je dolina reke Karadere v današnjem Araklıju, 25 kilometrov vzhodno od mesta - je lokalno muslimansko prebivalstvo poskušalo zaščititi krščanske Armence.
Obalno območje med mestom in rusko mejo je postalo prizorišče ključnih bitk med osmansko in rusko vojsko kot del kavkaške kampanje prve svetovne vojne. Osmanska uprava Trabzona je predvidela padec mesta in pozvala k sestanku z voditelji skupnosti, kjer so nadzor nad mestom predali grškemu metropolitanskemu škofu Chrysantosu Philippidisu.
Chrysantos je obljubil, da bo zaščitil muslimansko prebivalstvo mesta. Osmanske sile so se umaknile iz Trabzona in 15. aprila je mesto brez boja zavzela ruska kavkaška vojska pod poveljstvom velikega vojvode Nikolaja in Nikolaja Judeniča. V Trabzonu je prišlo do pokola Armencev in Grkov tudi tik pred ruskim prevzemom mesta. Številni odrasli turški moški so zapustili mesto zaradi strahu pred povračilnimi ukrepi, čeprav jih je guverner Chrysantos vključil v svojo upravo. Po nekaterih virih so Rusi prepovedali muslimanske mošeje in prisilili Turke, ki so bili največja etnična skupina v mestu, da so zapustili Trabzon. Vendar pa se je že med rusko okupacijo veliko Turkov, ki so pobegnili v okoliške vasi, začelo vračati v mesto in guverner Chrysantos jim je pomagal ponovno vzpostaviti njihove objekte, kot so šole, na zgražanje Rusov.
V začetku leta 1917 je Chrysantos poskušal doseči mir med Rusi in Osmani, vendar neuspešno. Med rusko revolucijo leta 1917 so se ruski vojaki v mestu posvetili nemirom in plenjenju, častniki pa so poveljevali trebizonskim ladjam, naj pobegnejo s prizorišča. Guverner Chrysantos je uspel pomiriti ruske vojake in ruska vojska se je nazadnje umaknila iz mesta ter preostalega dela vzhodne in severovzhodne Anatolije. Marca in aprila 1918 je mesto gostilo mirovno konferenco v Trebizondu, na kateri so se Osmani strinjali, da se bodo odpovedali svojim vojaškim pridobitvam na Kavkazu v zameno za priznanje vzhodnih meja cesarstva v Anatoliji s strani Transkavkaškega Seima (kratkotrajnega transkavkaškega vlada).
Decembra 1918 je namestnik guvernerja Trabzona Hafız Mehmet imel govor v osmanskem parlamentu, v katerem je nekdanjega guvernerja province Trebizond Cemala Azmija – tujerodnega imenovanega, ki je po ruski invaziji pobegnil v Nemčijo – okrivil za orkestriranje armenskega genocida v mestu leta 1915, s pomočjo utopitve. Kasneje je v začetku leta 1919 v Trebizondu potekala vrsta sojenj za vojne zločine. Med drugim je bil v odsotnosti na smrt obsojen Cemal Azmi.
Med turško vojno za neodvisnost se je več krščanskih pontskih grških skupnosti v provinci Trebizond uprlo novi vojski Mustafe Kemala (zlasti v Bafri in Santa), a ko so nacionalistični Grki prišli v Trabzon, da bi razglasili revolucijo, jih niso sprejeli odprtih rok lokalno pontsko grško prebivalstvo mesta. Istočasno je muslimansko prebivalstvo mesta, ki se je spomnilo svoje zaščite pod grškim guvernerjem Chrysantosom, protestiralo proti aretaciji uglednih kristjanov. Liberalni delegati Trebizonda so na kongresu v Erzurumu nasprotovali izvolitvi Mustafe Kemala za vodjo turške revolucije.
Guverner in župan Trebizonda sta bila zgrožena nad nasiljem nad osmanskim grškim podložnikom in vlada v Trabzonu je tako zavrnila orožje privržencu Mustafe Kemala Topalu Osmanu, ki je bil odgovoren za množične umore v zahodnem Pontu, ki je bil del grškega genocid. Osmana so oboroženi turški pristaniški delavci izgnali iz mesta. Guverner Chrysantos je odpotoval na pariško mirovno konferenco, kjer je predlagal ustanovitev republike Pont, ki bi zaščitila svoje različne etnične skupine. Zaradi tega so ga turške nacionalistične sile obsodile na smrt in ni se mogel vrniti na svoje delovno mesto v Trebizondu. Namesto tega naj bi mesto predali Wilsonovi Armeniji, kar se prav tako nikoli ni uresničilo. Po vojni je bila Sevreška mirovna pogodba razveljavljena in nadomeščena s pogodbo iz Lausanne (1923). Kot del te nove pogodbe je Trabizond postal del nove turške republike. Prizadevanja protoomanskega, protinacionalističnega prebivalstva Trebizonda so samo odložila neizogibno, saj sta nacionalni vladi Turčije in Grčije pristali na medsebojno prisilno izmenjavo prebivalstva. Ta izmenjava je vključevala več kot 100.000 Grkov iz Trebizonda in okolice, ki so se preselili v Grčijo (med drugim so ustanovili nova mesta Nea Trapezounta, Pieria in Nea Trapezounta, Grevena).
Med vojno je bil trebizondski parlamentarec Ali Şükrü Bey ena vodilnih osebnosti prve turške opozicijske stranke. V svojem časopisu Tan so Şükrü in njegovi kolegi objavili kritiko kemalistične vlade, na primer do nasilja, zagrešenega nad Grki med izmenjavo prebivalstva. Şükrü je trdil, da priznanje etnične raznolikosti ni grožnja turškemu narodu.
Dobesedno obglavljanje turške politične opozicije – ki je bila večinoma s sedežem v regiji Trabzon – je zmanjšalo nacionalni vpliv mesta in povzročilo dolgotrajno sovraštvo med kemalisti in prebivalci Trabzona. Politična in kulturna ločnica med vzhodno črnomorsko regijo in preostalo Anatolijo je obstajala skozi vse 20. stoletje in še danes vpliva na turško politiko. Tudi v 21. stoletju so politiki, ki prihajajo iz Trabzona, pogosto soočeni s ksenofobičnimi napadi tako iz nacionalističnih kot konservativnih krogov.
Med drugo svetovno vojno je bila ladijska dejavnost omejena, ker je Črno morje ponovno postalo vojno območje. Zato najpomembnejših izvoznih proizvodov, tobaka in lešnikov, ni bilo mogoče prodati, življenjski standard pa se je poslabšal.
Zaradi splošnega razvoja države je Trabzon razvil svoje gospodarsko in trgovsko življenje. Obalna avtocesta in novo pristanišče sta povečala trgovinske odnose z osrednjo Anatolijo, kar je privedlo do določene rasti. Vendar je napredek v primerjavi z zahodnim in jugozahodnim delom Turčije počasen.
Trabzon je znan po vsej Turčiji po svojih sardonih, imenovanih hamsi, ki so glavni obrok v številnih restavracijah v mestu. Večji izvoz iz Trabzona vključuje lešnike in čaj.
Mesto ima še vedno precejšnjo skupnost grško govorečih muslimanov, ki so večinoma iz okolice Tonya, Sürmene in Çaykara. Vendar različico pontskega grškega jezika – znano kot Romeika v lokalnem ljudskem jeziku, Pontiaka v grščini in Rumca v turščini – govorijo predvsem starejše generacije.

## Geografija
Provinca Trabzon ima skupno površino 4685 kvadratnih kilometrov in meji na province Rize, Giresun in Gümüşhane. Skupna površina je 22,4 % planote in 77,6 % gričevja. Pontsko gorovje poteka skozi provinco Trabzon.
Trabzon je bil včasih pomembna referenčna točka za navigatorje v Črnem morju v težkih vremenskih razmerah. Priljubljen izraz perdere la Trebisonda (izguba Trebizonda) se še vedno pogosto uporablja v italijanskem jeziku za opis situacij, v katerih se izgubi občutek za smer. Italijanske pomorske republike, kot so Benetke in zlasti Genova, so bile stoletja dejavne v črnomorski trgovini.
Trabzon ima štiri jezera: Uzungöl, Çakırgöl, Sera in Haldizen jezera. V Trabzonu je več potokov, vendar nobene reke.

### Podnebje
Trabzon ima podnebje, značilno za vzhodno črnomorsko regijo, vlažno subtropsko podnebje (Köppen: Cfa, Trewartha: Cf) blizu obale. Zelo majhen odstotek province je mogoče razvrstiti kot subtropsko, saj so rahlo dvignjena podeželska območja blizu obale oceanska (Cfb/Do), gorata pa so vlažna celinska (Dfb/Dc) in subarktična (Dfc/Eo); tundro (ET/Ft) je mogoče najti v vrhovih Pontskega gorovja. Poleg tega je v času, ko je bila ustvarjena Köppnova podnebna klasifikacija, mestno središče imelo mejno oceansko-vlažno subtropsko podnebje, ki je padlo tik pod prag 22 °C za najbolj vroč mesec v letu. Podnebne spremembe in mestni toplotni otok je v zadnjih desetletjih prispeval k njegovi ponovni klasifikaciji kot vlažno subtropsko.
Poletja so topla, povprečna najvišja temperatura je okoli 28 °C v avgustu, medtem ko so zime na splošno hladne, najnižja povprečna najnižja temperatura je skoraj 5 °C v februarju. Padavin je največ jeseni in pozimi, v poletnih mesecih pa jih je izrazito manj. Sneženje je nekoliko običajno med decembrom in marcem, sneži teden ali dva, in je lahko obilno.
Temperatura vode je tako kot na preostali črnomorski obali Turčije na splošno zmerna in niha med 8 °C in 20 °C skozi vse leto.

## Gospodarstvo
Britanci so od leta 1920 pristanišče v Trabzonu imeli za »najpomembnejše turško pristanišče v Črnem morju«. Trgoval je vse do Tabriza in Mosula. Od leta 1911 je Centralna banka Republike Turčije podpisala sporazum o razvoju pristanišča. Ko so Rusi zasedli Trabzon, je bil zgrajen pomol. Zgradili so valobran in bili odgovorni za oblikovanje podaljšanega pomola, kar je olajšalo nakladanje in razkladanje. Leta 1920 je Trabzon proizvajal laneno blago, srebrni filagran, strojenje in majhne količine bombaža, svile in volne. Izvažali so tobak in lešnike. Tobak, proizveden v Trabzonu, se je imenoval Trebizond-Platana. Opisano je bilo, da ima »velike liste in svetlo barvo«. Trabzon je bil znan po proizvodnji žit slabe kakovosti, večinoma za lokalno uporabo.
Trabzon je pridelal beli stročji fižol, ki so ga prodajali v Evropi. Od leta 1920 je bila to edina zelenjava, ki so jo izvažali iz province. Priljubljena je tudi perutnina. Gojenje prašičev je bilo na tem območju vidno že pred letom 1914. Območje je proizvajalo baker, srebro, cink, železo in mangan. Baker so za lokalno uporabo hranili bakrorezci. Med balkanskimi vojnami je proizvodnja prenehala zaradi slabega izvoza in oskrbe z gorivom.
Letališče Trabzon je bilo odprto leta 1957.

## Glavne znamenitosti
- Samostan Sumela
- Most Zağnos in osrednja soseska Ortahisar
- Ljudska arhitektura v zidanju
- Muzej Trabzon

Trabzon ima številne turistične znamenitosti, nekatere od njih segajo v čase starodavnih cesarstev, ki so nekoč obstajali v regiji. V samem mestu so trgovine, stojnice in restavracije, ki obkrožajo Meydan (park), trg v središču mesta, ki vključuje čajni vrt.
- Hagija Sofija (turško: Ayasofya Müzesi, zdaj mošeja), osupljiva bizantinska cerkev, je verjetno najpomembnejša turistična atrakcija mesta.
- Ruševine gradu Trabzon so vidne v mestu, vendar jih ni mogoče obiskati, saj spadajo v vojaško območje. Zunanja stena gradu sedaj služi kot zadnja stena vojaške zgradbe.
- "Atatürk Köşkü" je vila, ki jo je leta 1890 zgradil lokalni grški trgovec. Leta 1924 je v vili bival Mustafa Kemal Atatürk med svojim obiskom v Trabzonu. Tam je ponovno bival leta 1937. V njej so starinske sobe in služi kot spomenik v spomin na ustanovitelja in prvega predsednika Republike Turčije.
- Park Boztepe je majhen park in čajni vrt na hribih nad Trabzonom, ki ima panoramski pogled na skoraj celotno mesto. Teren v Trabzonu se tako vzpenja, da čeprav je pogled daleč nad tistim na stavbe spodaj, je še vedno dovolj blizu, da lahko opazujemo tok prometa in ljudi, ki se premikajo po mestu.
- Uzun Sokak je ena najbolj obljudenih ulic v Trabzonu.
- Muzej Trabzon v središču mesta ponuja zanimive eksponate o zgodovini regije, vključno z impresivno zbirko bizantinskih artefaktov.
- Okrožje Bazaar v Trabzonu ponuja zanimive nakupovalne možnosti na starodavnih ozkih ulicah, ki se nadaljujejo od ulice Kunduracılar do Meydana (mestnega trga).
- Cerkev svete Ane je v središču mesta Trabzon in je ena najstarejših v mestu.
- Dvorec Kostaki je severno od Zeytinlika, blizu Uzun Sokaka.
- Muzej Uzungöl Dursun Ali İnan je etnografski muzej v Uzungolu, ki pripoveduje zgodovino Trabzona in regije.
- Drugo: mošeja Fatih (prvotno cerkev Panagia Khrysokephalos), mošeja Yeni Cuma (prvotno cerkev Agios Eugenios), mošeja Nakip (prvotno cerkev Agios Andreas), mošeja Hüsnü Köktuğ (prvotno cerkev Agios Elevtherios), İskender Pašina mošeja, Semercilerjeva mošeja, Çarşı mošeja, Gülbahar Hatun mošeja in Türbe (naročil sultan Selim I.) in Kalepark (prvotno Leonkastron).

V provinci Trabzon sta glavni znamenitosti samostan Sumela (tj. samostan Panagia Soumelá) in jezero Uzungöl. Samostan je zgrajen na zelo strmem pobočju s pogledom na zelene gozdove spodaj in je približno 50 kilometrov južno od mesta. Uzungöl je znan po naravnem okolju in pokrajini.
Ostala zanimiva mesta v širši regiji so:
- Samostan Kaymaklı, nekdanji armenski samostan Vsega Odrešenika (arm. Ամենափրկիչ Վանք, Amenaprgič Vank);
- Samostan Kızlar Panagia Theoskepastos (Devica z božjo tančico);
- Samostan Kuştul Gregorija Peristereota (gr. Ιερά Μονή του Αγίου Γεωργίου Περιστερεώτα, Ierá Moní tou Agíou Georgíou Peristereóta);
- Vazelon samostan Agios Savvas (Maşatlık);
- Jamske cerkve Agia Anna (Mali Ayvasıl), Sotha (Sv. Janez), Agios Theodoros, Agios Konstantinos, Agios Christophoros, Agia Kyriakí, Agios Michail in cerkve Panagia Tzita.